# Кобан (полицейский участок)
Кобан (яп. 交番 Ко:бан) — участковое отделение полиции в Японии, а также наименьшая организационная единица японской полицейской системы. По состоянию на 2007 год в Японии было около 6000 кобанов. Начиная с 1990-х годов, кобаны начали помечаться опознавательными знаками на латинице — словом «KOBAN», написанным заглавными буквами.

Знак кобана на карте

Название «кобан» происходит от полицейской структуры, предложенной в 1874 году «отцом японской полиции» самураем Кавадзи Тосиёси. В то время кобан представлял собой будку, напоминающую помещение дореволюционного российского будочника, около которой посменно (交替 ко:тай) стояли караульные (立番 татибан). В 1881 году кобаны были превращены в участковые отделения полиции, рассчитанные на 6 полицейских, и получили новое название — хасюцудзё (яп. 派出所). Старое название, однако, сохранилось и распространилось по стране. В 1994 году хасюцусё были переименованы обратно в кобаны.
В настоящее время кобан обычно представляет собой двухэтажное помещение с парой комнат (однако это число может меняться в широких пределах), рассчитанную на нескольких полицейских, от 1 до 10. Внешний вид кобанов не регламентируется — помещение может быть любого вида, их стараются вписывать в местный ландшафт. В Токио есть кобаны, расписанные под животных, или построенные в национальном стиле — как пагоды. Они располагаются «в шаговой доступности» в городах и служат для разнообразной помощи гражданам: там можно заявить о потере кошелька, спросить дорогу, узнать адрес. Полицейские, сидящие в кобанах, дружелюбны, предупредительны и вежливы, натренированы общаться с детьми и со стариками.
Мелкие полицейские станции, напоминающие японские кобаны, встречаются также кое-где в Китае и Сингапуре, а также в странах, где действует Японское Международное Агентство Сотрудничества (JICA), вкладывающее деньги в развитие системы кобанов.

## Галерея

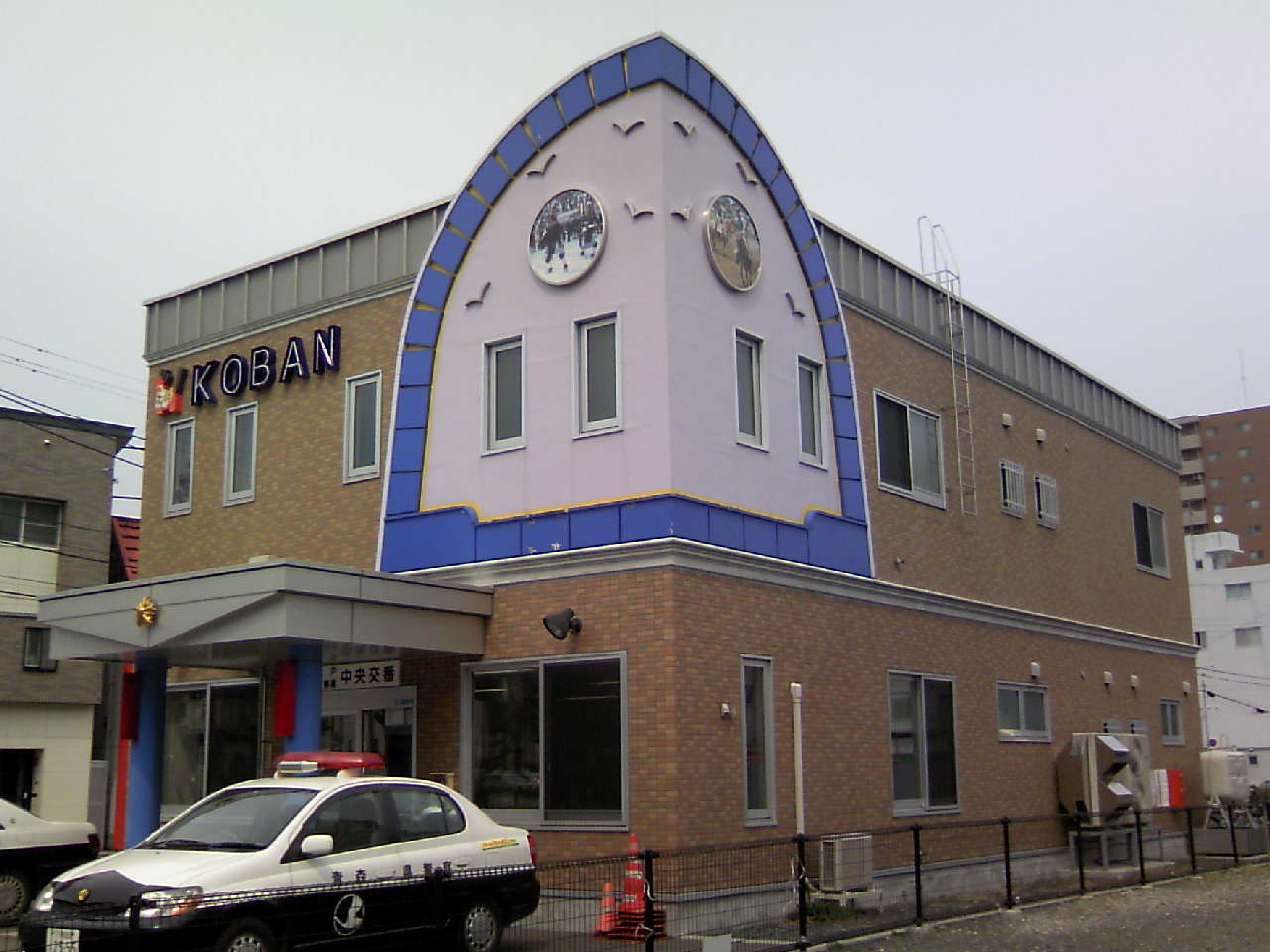
Двухэтажный кобан в городе Хатинохэ префектуры Аомори
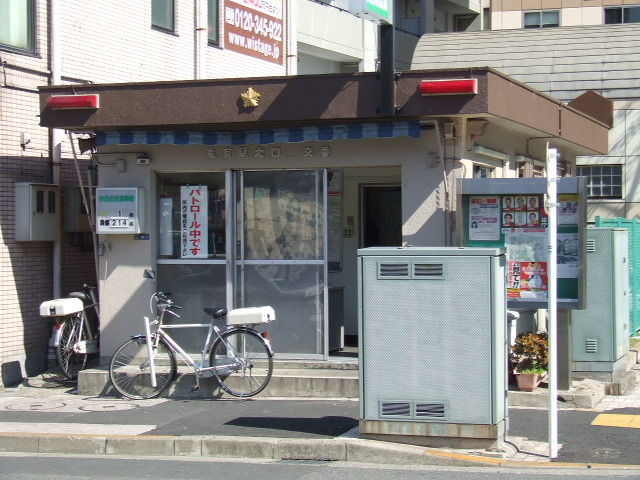
Кобан в квартале Камэари токийского спецрайона Кацусика. С него было срисовано место действия манги Kochikame
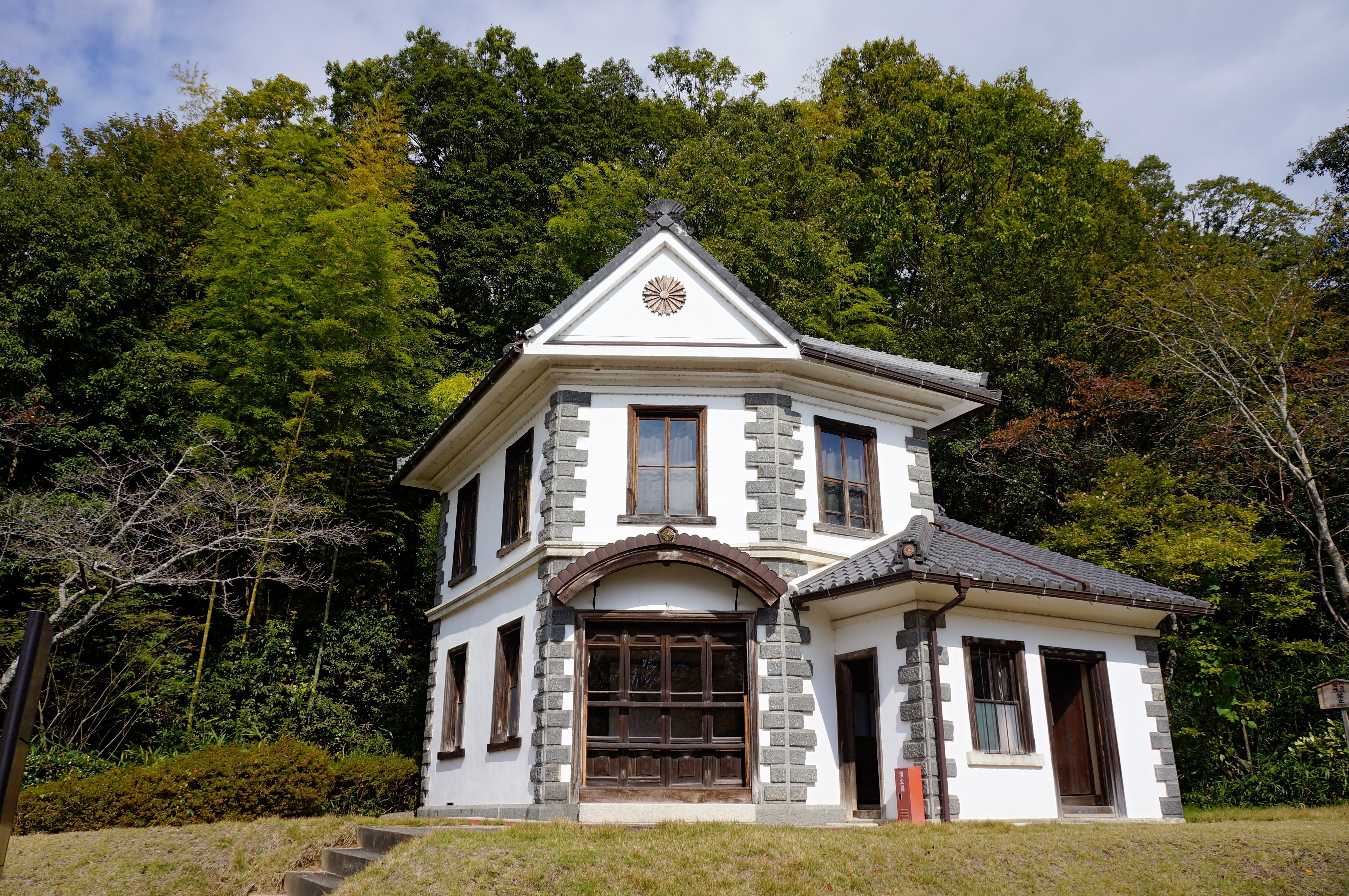
Старый кобан в городе Омихатиман префектуры Сига, часть музея при замке Адзути
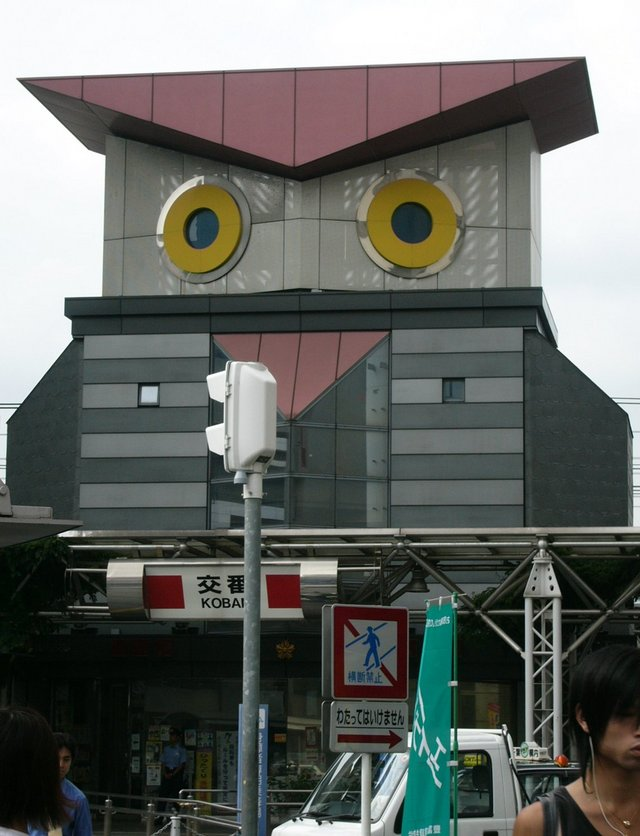
Кобан в виде совы в городе Тиба одноимённой префектуры
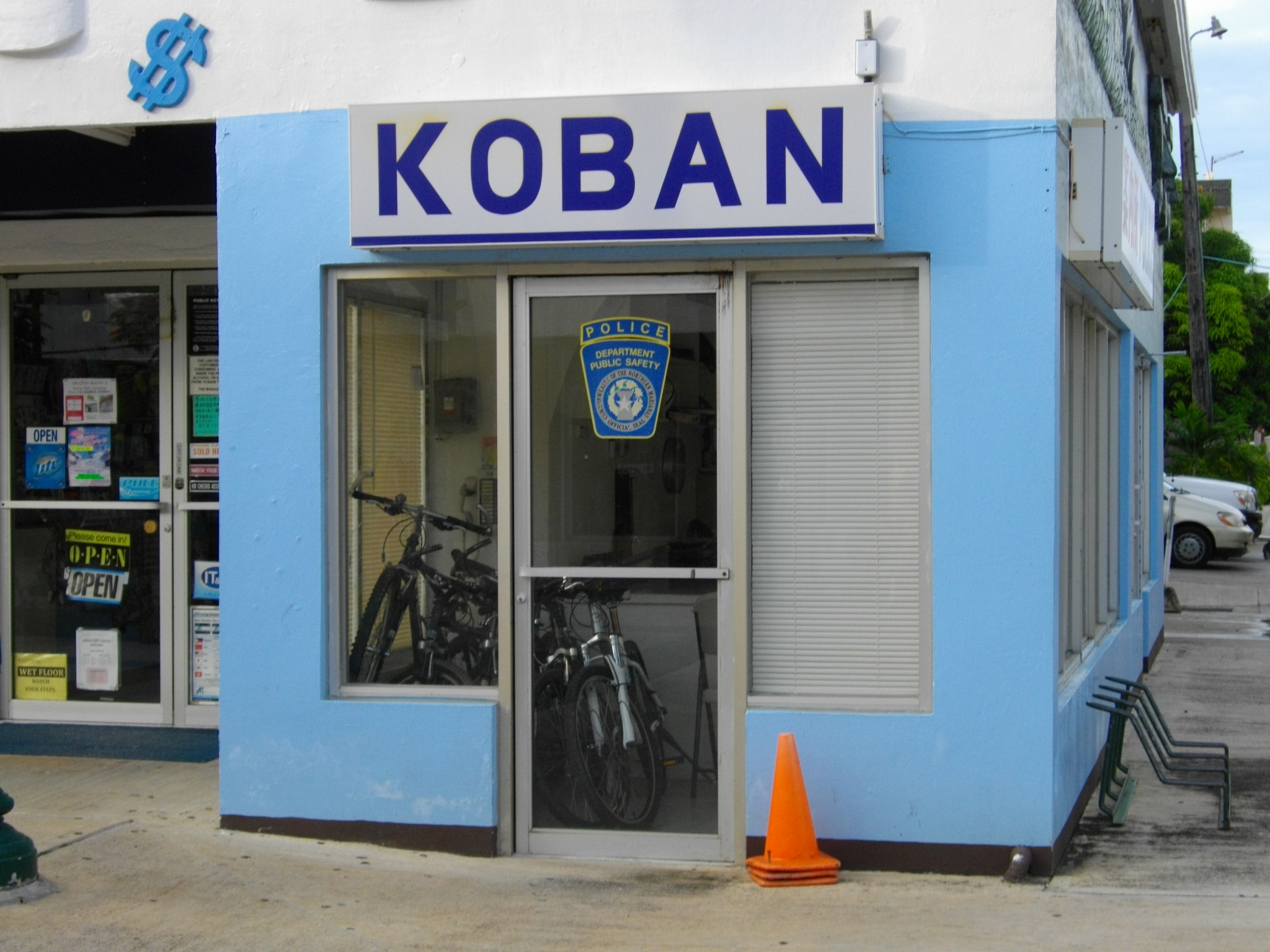
Кобан на Сайпане, в селе Гарапан (Северные Марианские острова)